# هاولن وولف
كان تشيستر آرثر بورنيت (بالإنجليزية: Chester Arthur Burnett) والمعروف باسم Howlin 'Wolf، (مواليد 10 يونيو 1910 - وفيات 10 يناير 1976)، مغنياً، وعازف الغيتار، وعازف هارمونيكا. هو في الأصل من ميسيسيبي لكن انتقل إلى شيكاغو في مرحلة البلوغ وأصبح ناجحاً هناك، وشكل تنافساً مع زميله الموسيقي مادي ووترز. بصوتهم المزدهر والحضور المهيب، فهو واحد من أشهر فناني البلوز في شيكاغو.

## روابط خارجية
- هاولن وولف على موقع IMDb (الإنجليزية)
- هاولن وولف على موقع الموسوعة البريطانية (الإنجليزية)
- هاولن وولف على موقع روتن توميتوز (الإنجليزية)
- هاولن وولف على موقع ميوزك برينز (الإنجليزية)
- هاولن وولف على موقع رولينغ ستون (الإنجليزية)
- هاولن وولف على موقع إن إن دي بي (الإنجليزية)
- هاولن وولف على موقع أول ميوزيك (الإنجليزية)
- هاولن وولف على موقع أول ميوزيك (الإنجليزية)
- هاولن وولف على موقع ديسكوغز (الإنجليزية)
- هاولن وولف على موقع ديسكوغز (الإنجليزية)